# Primogenitura
Primogenitura (lat. primus – první, gignere – rodit >> prvorozenství, také kognatická primogenitura, přesněji mužská primogenitura) je dědický řád zajišťující přednostní právo prvorozeného při dědické posloupnosti. Prvorozený příslušník dynastie tak získával nejdůležitější části státu nebo právo na nástupnictví. V primogenituře jako následnickém systému mají přednost muži před ženami, prvorozený syn před druhorozeným, prvorozená dcera před druhorozenou, ale nejmladší syn před nejstarší dcerou, dcera před strýcem, starší linie před mladšími liniemi. Muži tudíž mají přednost před ženami pouze na stejném stupni, na rozdíl od salického práva či jeho variant, kde mají ženy minimální či dokonce žádnou šanci usednout na trůn. Primogenitura patří spolu se salickým právem a jeho variantami mezi klasické následnické systémy, některé další z ní vycházejí (viz níže).

## Užití
Tento nástupnický systém je v současnosti používán v následujících zemích: Bhútán, Commonwealth realm, Spojeném království, Monako, Španělsko, Thajsko a Tonga.
V minulosti používalo primogenituru mnoho monarchií, např.: Brazílie, Dánsko (1953–2009), Kastílie, Madagaskar, Navarra, Nepál, Nizozemsko (do 1983), Norsko (1970–1990) Portugalsku, Řecko, Skotsko a mnoho dalších.

## Rovná (nebo absolutní) primogenitura
Plná rovná primogenitura nebo absolutní primogenitura je dědický řád zajišťující přednostní právo prvorozeného při dědické posloupnosti, ať už je mužského nebo ženského pohlaví. Rovná primogenitura se vyvinula z primogenitury; tento následnický či nástupnický systém je poměrně mladý, první zemí, jež jej zavedla, bylo v roce 1980 Švédsko. Princezna Viktorie (* 1977) se tak stala dědičkou trůnu, a to i přesto, že již měla bratra, prince Karla Filipa (* 1979). Je tak první dědičkou trůnu ženského pohlaví, jež trůn zdědila, i když měla mužské sourozence.
Tento následnický systém používá Švédsko (od 1980), Nizozemsko (od 1983), Norsko (od 1990), Belgie (od 1991, ta do té doby používala salické právo), Dánsko (od 2009) a Spojené království (od 2013).

## Agnatická (také patrilineární) primogenitura
Agnatická primogenitura nebo také patrilineární primogenitura je dědické a následnické právo založené na senioritě (pořadí narození) mezi syny panovníka nebo hlavy rodiny, kde jsou synové a jejich mužští potomci s přednostním dědickým právem v mužské linii, a muži v mužské linii mají přednost před ženami ze strany mužské linie. Je to totéž jako semi-salická primogenitura. Úplné vyloučení ženských potomků z dynastického následnictví je obvykle označováno jako uplatnění salického práva (viz Terra salica).
V 19. století to z historicky národních dynastií byly pouze královské domy Bourbonů a Savojských, které pokračovaly ve vylučování žen z následnictví, zatímco novější monarchie nebo dynastie ve Francii (za Bonapartů), v Belgii, Dánsku (od roku 1853), Švédsku (od roku 1810) a na Balkáně pak panovníci Albánie, Bulharska, Černé Hory, Rumunska a Srbska zavedly salický princip. Během tohoto období ve Španělsku probíhala občanská válka, která zastánce salické a následníky ženské linie dynastie postavila jednu proti druhé v nároku na trůn.

## Ultimogenitura
Ultimogenitura je dědický řád, jenž přiznává právo na vládu nejmladšímu synu či nejmladší linii. Jde tak trochu o opak primogenitury. Tento následnický řád sloužil v minulosti především k tzv. zajištění krbu a postarání se o rodiče nejmladším synem, zatímco starší měli dost času na úspěch ve světě a zajistit sami sebe.

## Primogenitura v českém království
Při nástupnictví na český královský trůn se primogenitura uplatnila v první polovině 13. století, kdy Přemysl Otakar I. určil za svého nástupce syna Václava I. Starší seniorát tak vystřídala primogenitura. To přispělo k ukončení bratrovražedných bojů mezi Přemyslovci. Usnadnila to navíc skutečnost, že poslední vedlejší větev panujícího rodu, Děpoltici, ve 13. století vymřela.